# Börje Wahlström

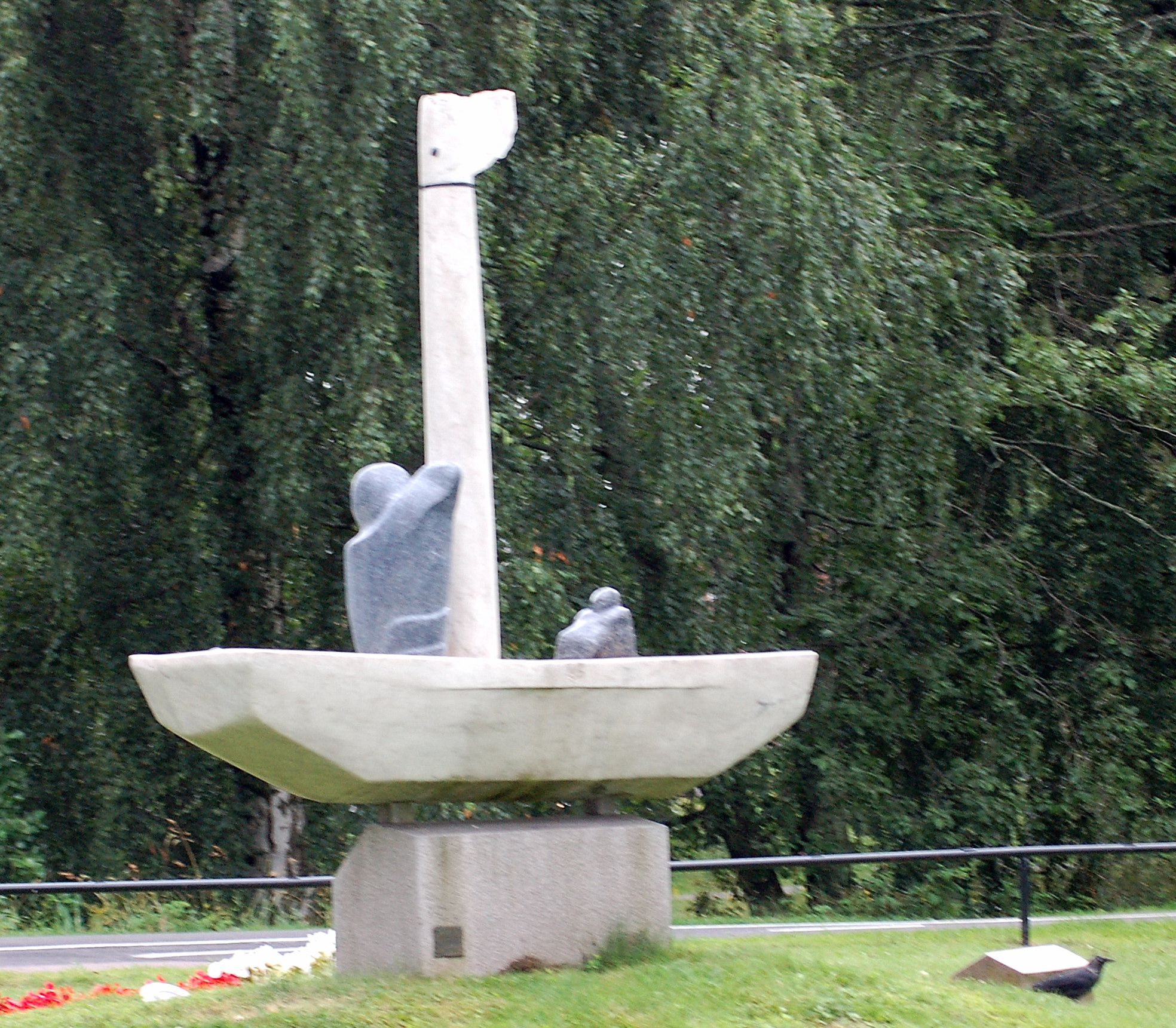
Börje Wahlströms skulptur Farkost placerad i Hagaborg Karlstad

Börje Emil Wahlström, född 14 november 1938 i Silbodal i Värmland, död där 29 december 2016, var en svensk skulptör och målare.
Han var son till hemmansägaren Rolf Wahlström och Dagny Höglund och 1961–1974 gift med konstnären Mona Lisette Johansson.
Wahlström gick som keramiklärling under tre års tid och sökte sig därefter in på Konstfackskolans keramiklinje där han var elev 1957-1959, han studerade skulptur vid Slöjdföreningens skola i Göteborg 1959-1961, Valands 1967-1971, Konsthögskolan i Stockholm 1971-1972. Han gjorde en studieresa till Grekland 1961 med resultatet att han var bosatt i Grekland 1962-1963. 
Till en början arbetade han främst i keramik och skulpturer i trä, gips och sten men övergick mer till måleri för att senare återvända till det skulpturala formspråket. Han har haft separatutställning på Galleri Mai-Li i Stockholm och i Karlstad samt medverkat i Göteborgs konstförenings Decemberutställningar på Göteborgs konsthall och samlingsutställningar i Oslo, Karlstad och Hjo.
Han har tilldelats Thor Fagerkvist-stipendiet.
Bland hans offentliga arbeten märks en utsmyckning i koppar och betong för skolstyrelsen i Hjo, skulpturen Farkost i Karlstad, en skulpturgrupp för torget i Landvetter, skulpturgruppen Bronsålder i björk och furu till Årjäng bibliotek Nyköping, Föränderlig pelare till Karlstads universitet, Skulptur till Ulla i Örebro, SIDA-huset i Stockholm samt skulpturer till Nyköping, Eda, Dals Ed och Stockholm.  
Under några år förestod han konstnärskollektiva stenverkstaden i Bovallstrand.
Wahlström är representerad vid Statens konstråd, Göteborgs museum, Göteborgs konstnämnd, Postverket, Bohusläns landsting, Östergötlands landsting, Örebro stad, Värmlands läns landsting och Värmlands museum.